# Habronattus alachua
Espèce
Habronattus alachua est une espèce d'araignées aranéomorphes de la famille des Salticidae.

## Distribution
Cette espèce est endémique de Floride aux États-Unis,.

## Étymologie
Son nom d'espèce lui a été donné en référence au lieu de sa découverte, le comté d'Alachua.

## Publication originale
- Griswold, 1987 : A revision of the jumping spider genus Habronattus F. O. P.-Cambridge (Araneae; Salticidae), with phenetic and cladistic analyses. University of California Publications in Entomology, vol. 107, p. 1-344.